# Двадесет и пета пехотна дивизия
Двадесет и пета пехотна дивизия е българска военна част, формирана и действала по време на Втората световна война (1941 – 1945).

## История
Двадесет и пета пехотна дивизия е формирана през септември 1942 година в Русе, като в състава и влизат 71-ви, 72-ри, 75-и и 76-и пехотни полкове. През октомври 1942 Щабът на дивизията се преименува в Щаб на Прикриващия фронт в Сърбия. През март 1943 година окупационното пространство на Първи окупационен корпус се разширява и състава му влизат още четири дивизии, между които и 25-а дивизия.
Дивизията е разформирана през май 1943 година и формирана отново на 1 юли същата година в Пожаревац в състава на Първи окупационен корпус. На 29 юни 1943 година в състава на дивизията се формира 69-и пехотен полк и се установява на гарнизон в Петровац. На 1 юли 1943 в Хасково е мобилизиран 70-и пехотен полк, който също влиза в състава на дивизията. По това време дивизията е в състав: 69-и, 70-и пехотен полк и корпусен артилерийски полк.
На 23 юли 1943 година за командир на дивизията е назначен полковникът от пехотната инспекция Иван Рафаилов. На 25 декември 1943 година е назначен за командир на 7-а пехотна рилска дивизия, а на неговото място е назначен командирът на 7-а дивизия генерал-майор Никола Грозданов. През 1944 година генерал Грозданов е назначен за командир на 8-а пехотна тунджанска дивизия, а за командир на 25-а дивизия е назначен командирът на 22-ри пехотен тракийски полк полковник Кирил Валявичарски. По време на изтеглянето си от Сърбия в началото на септември 1944 година дивизията води военни действия с германците.
Дивизията е разформирована през октомври 1944 година.
По време на войната дивизията има следното командване и състав:

### Командване и състав
Щаб на дивизията
- Началник на дивизията – полковник Иван Рафаилов (23 юли 1943 – 25 декември 1943), генерал-майор Никола Грозданов (25 декември 1943 – юни 1944), полковник Кирил Валявичарски (юни 1944 – 13 септември 1944)

Части (септември 1942 – май 1943)
- 71-ви пехотен полк
- 72-ри пехотен полк
- 75-и пехотен полк
- 76-и пехотен полк

Части (1 юли 1943 – октомври 1944)
- 69-и пехотен полк
- 70-и пехотен полк

## Началници
Званията са към датата на заемане на длъжността.
| № | звание        | име                | дати                           |
| - | ------------- | ------------------ | ------------------------------ |
|   | Полковник     | Иван Рафаилов      | 23 юли 1943 – 25 декември 1943 |
|   | Генерал-майор | Никола Грозданов   | 25 декември 1943 – юни 1944    |
|   | Полковник     | Кирил Валявичарски | юни 1944 – 13 септември 1944   |
|   | Полковник     | Стефан Таралежков  | 1944 – 1945?                   |